# Schizo
Schizo is het 1ste boek van VTM's politieserie Zone Stad. Het boek is geschreven door Bavo Dhooge en wordt in Vlaanderen uitgegeven sinds 1 maart 2010.

## Het verhaal
Op de Superman Rollercoaster van de Sinksenfoor in Antwerpen wordt het lijk gevonden van een onbekende jongen. De moordenaar heeft een handtekening achtergelaten in de vorm van een S. Speurders Fien Bosvoorde en Tom Segers van Zone Stad staan voor een raadsel. Wanneer er een tweede slachtoffer valt, blijkt dat Antwerpen wordt geterroriseerd door een seriemoordenaar die zich Schizo laat noemen en een vreemde fascinatie heeft voor superhelden.
Bij de evacuatie van de Sinksenfoor botsen agenten Jimmy N’Tongo en Mike Van Peel op een bezoeker die niet meer uit het Peter Pan-rad wil komen. Ondertussen wordt Tom Segers geconfronteerd met een gebeurtenis uit 1979 die verband houdt met zijn privéleven.
Deze drie zaken lijken op het eerste gezicht niets met elkaar te maken te hebben, maar vallen uiteindelijk toch samen. En ze leiden tot een bikkelharde confrontatie, waarbij de grens tussen goed en kwaad, tussen helden en schurken, steeds vager wordt.